# Dorfkirche Levin

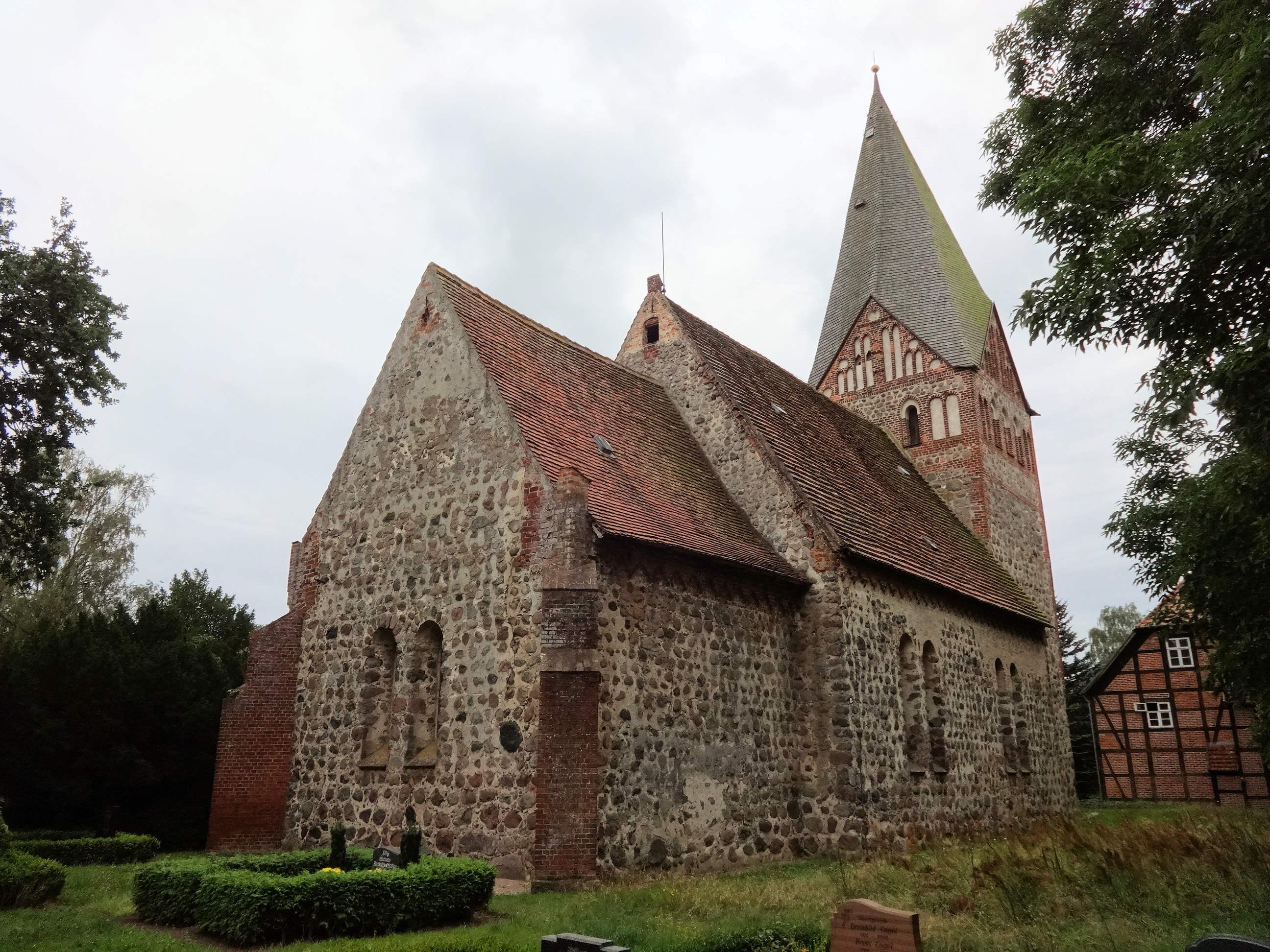
Ansicht von Nordost (2016)

Die evangelische Dorfkirche Levin ist eine spätromanische Feldsteinkirche im Ortsteil Levin von Dargun im Landkreis Mecklenburgische Seenplatte in Mecklenburg-Vorpommern. Sie gehört zur Kirchengemeinde Levin in der Propstei Rostock der Evangelisch-Lutherischen Kirche in Norddeutschland (Nordkirche).

## Geschichte und Architektur

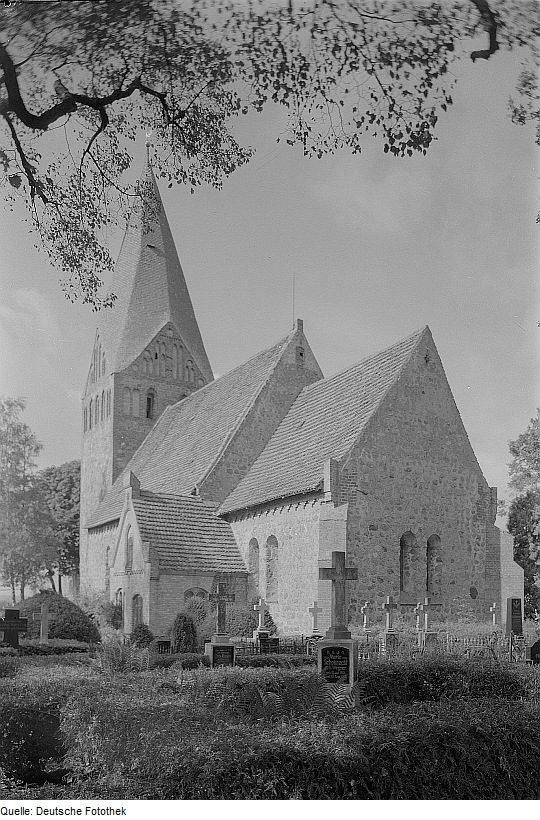
Dorfkirche Levin vor 1977

Die Dorfkirche Levin ist ein rechteckiger Feldsteinbau mit eingezogenem Chor, der nach dendrochronologischer Datierung 1253 errichtet wurde. Im Unterschied zu anderen etwa gleichzeitigen Feldsteinkirchen sind die paarweise gruppierten Fenster noch mit Rundbögen versehen, weshalb die Kirche stilistisch noch als romanisch einzuschätzen ist, obwohl eine stilistische Klassifizierung bei derart ländlich-archaischen Bauwerken nicht mit letzter Sicherheit möglich ist. Im Unterschied zu vergleichbaren Dorfkirchen ist hier auch der Giebel des Chores ohne weitere architektonische Gliederung aus Feldstein aufgeführt. Unter den Dachtraufen wurde in gotischer Zeit ein Treppenfries eingefügt.
Im Innern ist die Kirche mit hochgebusten Kreuzrippengewölben in zwei Jochen abgeschlossen, die sehr niedrig ansetzen. Der schwere Triumphbogen zwischen Chor und Schiff zeigt einen gedrückten Spitzbogen. Das Gewölbe des Chores wie auch der südliche Anbau entstammen einer Restaurierung um 1885.
Der im Grundriss quadratische Turm mit achteckigem Spitzhelm wurde wohl erst im 15. Jahrhundert angebaut. Der obere Teil des Turmes ist aus Backstein erbaut und zeigt eine reiche Blendengliederung an dem Glockengeschoss und an den vier Schildgiebeln. Insgesamt ist die Kirche vor allem in der Ansicht von Südosten durch eine wohlproportionierte Gruppierung der Baumassen gekennzeichnet.

## Ausstattung

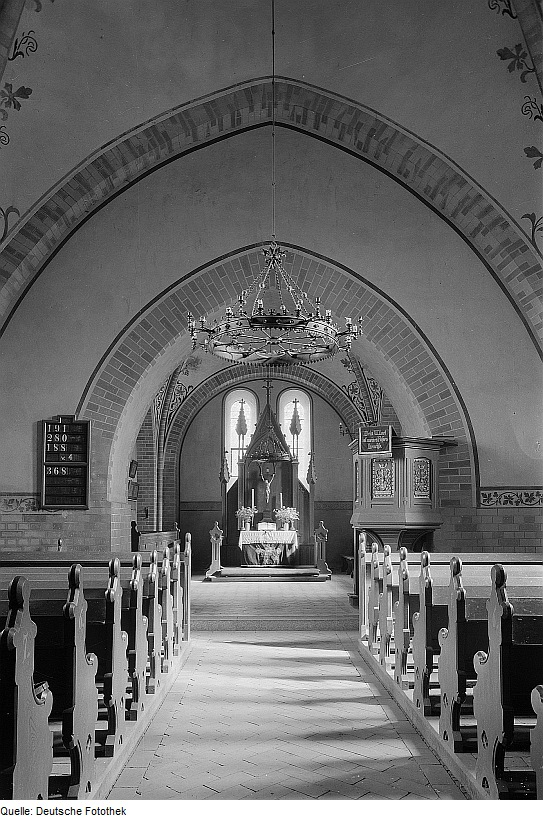
Innenansicht nach Osten

Ein wesentlicher Teil der Ausstattung stammt von der Restaurierung im Jahr 1885. Weiterhin zu nennen sind drei Wappenreliefs von 1575 an der Kanzel. Im Chor befinden sich weitere acht Wappenreliefs von 1581. Eine Taufschale aus Messing wurde im 18. Jahrhundert hergestellt.
Zur liturgischen Ausstattung gehören drei Kelche aus den Jahren 1588, 1698 und 1747. Drei silbervergoldete Patenen wurden im 18. Jahrhundert gefertigt, eine davon im Jahr 1702. Zwei Leuchterpaare aus Zinn gehören dem Jahr 1715 beziehungsweise dem 19. Jahrhundert an.
Die Orgel ist ein Werk mit acht Registern auf einem Manual und Pedal aus dem Jahr 1839 von Heinrich Rasche. Zwei mittelalterliche Glocken, die Marienglocke von 1430 und die Annenglocke mit Gießerzeichen A. Ribe von 1514 bilden das Geläut. Zwei weitere Glocken stammen aus dem Jahr 1654.